# اچ‌ام‌اس بی۱
اچ‌ام‌اس بی۱ (به انگلیسی: HMS B1) یک زیردریایی بود که طول آن ۱۳۵ فوت (۴۱ متر) بود. این زیردریایی در سال ۱۹۰۴ ساخته شد.